# 아시냐

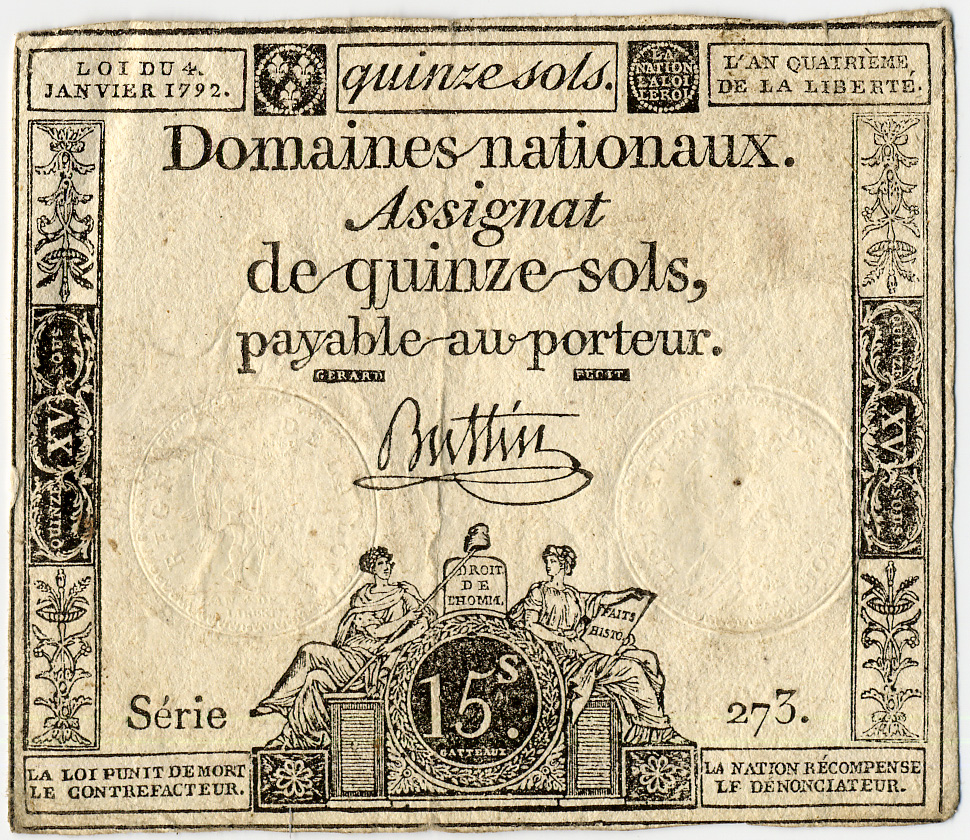
액면가 15솔의 아시냐 화폐 (1792년)

아시냐(프랑스어: Assignat)는 프랑스 혁명기의 토지 채권으로, 1789년부터 1796년 사이 파산한 프랑스 재정을 구하기 위하여 발행된 후에 지폐화되었고, 심한 인플레이션을 일으키며 국민의 생활을 압박했다.

## 개요

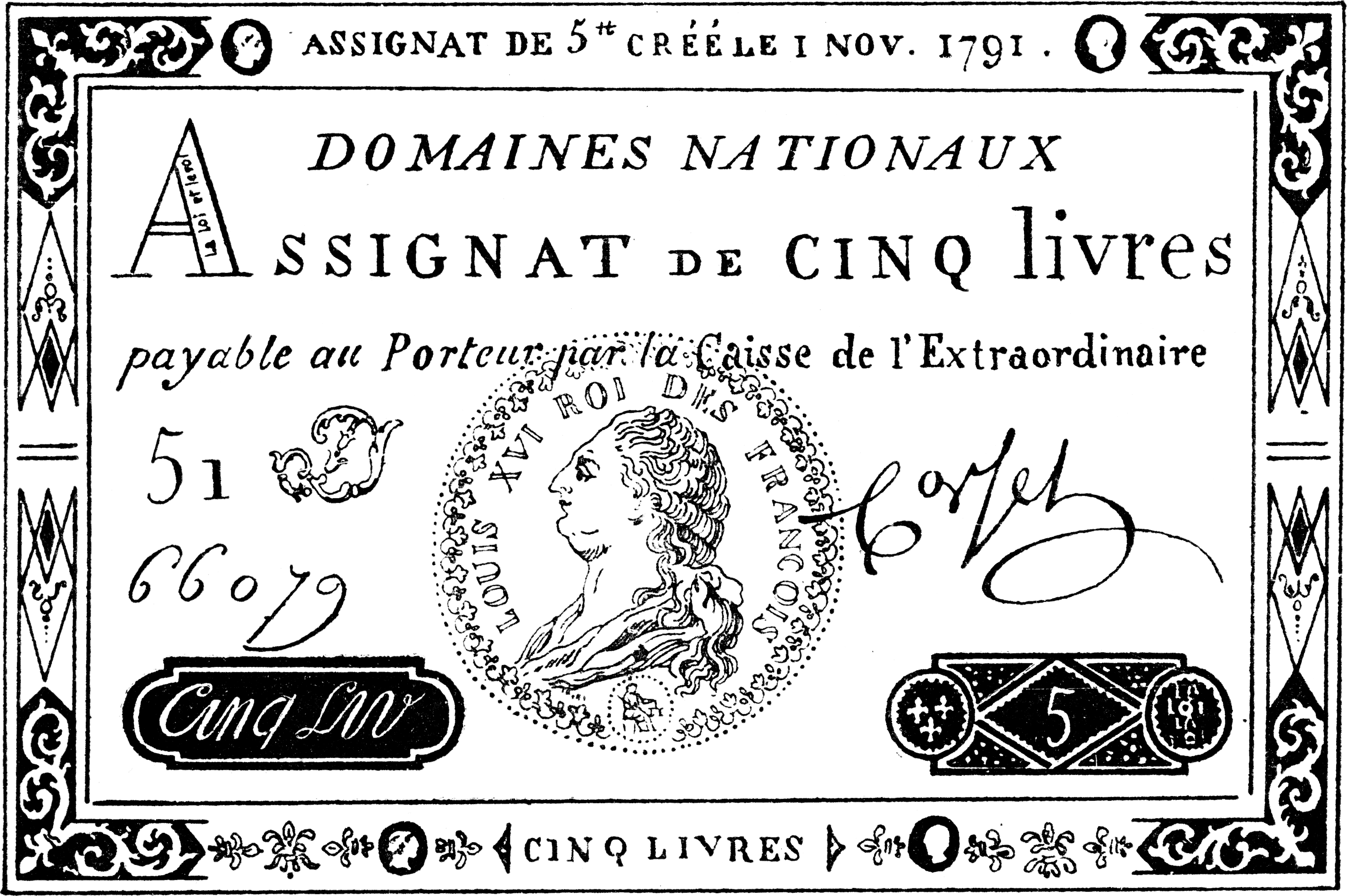
1791년 11월 발행된 5 리브르 지폐, 초상은 루이 16세

아시냐는 가톨릭 교회로부터 몰수하여 국유화 시킨 가톨릭 교회 재산의 토지를 담보로 발행되었고, 그 후 불태환지폐로 증쇄가 남발되어 신용이 극도로 실추되었으며, 경제적 혼란을 심화시키는 원인이 되기도 했다.
공안위원정부는 경제 통제를 강화함으로써 인플레이션 억제를 시도했고, 일시적으로 성공했지만, 정부가 쿠데타로 붕괴되자 다시 폭락을 시작했다.
계속된 총재 정부는 자유주의를 신봉하는 부르주아를 지지기반으로 했기 때문에 경제를 통제하는 방법을 싫어했고, 강제로 채권을 국민에게 할당해 구입하게 한 아시냐 지폐를 시장에서 회수하려 했지만 이 정책은 엄청난 비난을 받았다.
계속 토지 어음을 발행하여 1:30의 교환 비율로 아시냐를 교환했는데, 이것은 단지 그런 가격으로 국유지를 부유층에 매각하는 것을 의미했기 때문에 바브후의 음모라는 좌파의 반란을 일으키는 원인이 되었다. 토지 어음도 지폐화되었지만, 그 아시냐와 실가격 비율은 1:400 정도였다. 그러나 정식 통화에 대해서는 토지 어음도 2 ~ 3 프랑의 가치 밖에 되지 않았다.
결국, 아시냐의 신용회복 불가능으로 지폐의 유통이 금지되었다. 프랑스는 다시 정식 통화만 발행했다.